# ما کی هستیم (ترانه ایمجین درگنز)
«ما کی هستیم» (به انگلیسی: Who We Are) ترانه‌ای از گروه موسیقی راک آمریکایی ایمجین درگنز است. این ترانه در ۱۹ ژوئن ۲۰۱۳ منتشر شد.